# Paolo e Vittorio Taviani
Paolo (San Miniato, 8 novembre 1931 – Roma, 29 febbraio 2024) e 
Vittorio Taviani (San Miniato, 20 settembre 1929 – Roma, 15 aprile 2018) sono stati una coppia di registi e sceneggiatori italiani.

## Biografia
Appassionati di cinema fin da giovani, furono tra gli animatori del Cine Club di Pisa. Hanno un fratello minore di nome Franco Brogi Taviani. Trasferitisi a Roma verso la metà degli anni cinquanta, iniziarono a lavorare nel cinema e diressero alcuni documentari tra cui San Miniato luglio '44, con il contributo alla sceneggiatura di Cesare Zavattini. Nel 1960 diressero insieme a Joris Ivens il documentario L'Italia non è un paese povero, mentre con Valentino Orsini firmarono i film Un uomo da bruciare (1962) e I fuorilegge del matrimonio (1963). Il loro primo film autonomo fu I sovversivi (1967), con il quale anticipavano gli avvenimenti del 1968. Con Gian Maria Volonté raggiunsero il grande successo con Sotto il segno dello scorpione (1969) in cui s'avvertono gli echi di Bertolt Brecht, Pier Paolo Pasolini e Jean-Luc Godard.
La tematica della rivoluzione è poi presente sia in San Michele aveva un gallo (1972), adattamento del racconto di Lev Tolstoj Il divino e l'umano, film molto apprezzato dalla critica, sia nel film sulla restaurazione Allonsanfàn (1974) dove si rilegge il melodramma viscontiano attraverso la lente d'una differente coscienza storica. Protagonista Marcello Mastroianni, attorniato da Laura Betti e Lea Massari. Il seguente Padre padrone (1977, Palma d'oro al Festival di Cannes), tratto dal romanzo di Gavino Ledda, racconta la lotta di un pastore sardo contro le regole feroci del proprio universo patriarcale. Ne Il prato (1979) si riscontrano echi neorealistici, mentre La notte di San Lorenzo (1982) narra, con uno stile che è stato definito "realismo magico", la fuga verso "gli americani" di un gruppo di abitanti di un paese della Toscana (San Miniato) dove avvenne una strage, inizialmente attribuita ai tedeschi, ma in seguito a molte ricerche e prove, si capì che fu opera di un tragico errore da parte degli statunitensi. La strage nel duomo di San Miniato causò 55 morti, e forse qualcuno di più. Il film vince il gran premio speciale della giuria a Cannes (Strage del Duomo di San Miniato).
Kaos (1984) è un adattamento letterario a episodi tratto dalle Novelle per un anno di Luigi Pirandello. Ne Il sole anche di notte (1990) hanno trasferito nella Napoli del XVIII secolo il soggetto tratto dal racconto Padre Sergij di Tolstoj. Da qui in avanti i registi alternano adattamenti letterari come Le affinità elettive (1996, da Goethe), a film per il mercato internazionale come Good Morning Babilonia (1987), sull'epopea pionieristica del cinema. Fiorile (1993) è una riflessione sul potere corruttore del denaro. Tu ridi (1998), nuovamente ispirato alle novelle di Luigi Pirandello, è composto da due episodi: nel primo un ex baritono sfoga con fragorose risate nel sonno le frustrazioni della vita, nel secondo il rapimento del figlio di un pentito di mafia rievoca un crimine analogo di inizio secolo.
Successivamente i registi hanno scelto la via della televisione, filmando Resurrezione (2001), da Lev Tolstoj, e Luisa Sanfelice (2004). Gli adattamenti letterari proseguono con il film La masseria delle allodole (2007), presentato al Festival di Berlino. Con Cesare deve morire, la cui peculiarità è dovuta ai detenuti che all'interno del carcere romano di Rebibbia recitano la tragedia di William Shakespeare, i fratelli Taviani vincono nel 2012 l'Orso d'oro al Festival di Berlino e il David di Donatello per il miglior film e il miglior regista. Nel 2015 esce il film Maraviglioso Boccaccio, in cui mettono in scena alcune novelle del Decameron di Boccaccio. Nel 2017 tornano al cinema con il film Una questione privata, tratto dal romanzo omonimo di Beppe Fenoglio, che viene presentato in anteprima al Festival del Cinema di Roma: sarà il loro ultimo film insieme, dal momento che Vittorio, malato da tempo, muore a Roma il 15 aprile 2018 all'età di 88 anni.
Nel 2022 Paolo, per la prima volta senza il fratello, torna in concorso a Berlino con Leonora addio, film ispirato all'omonima novella di Luigi Pirandello, conquistando il premio FIPRESCI e si apprestava a dirigere il suo secondo film, Il canto delle meduse, quando muore a Roma, dopo una breve malattia, nella clinica villa Pia il 29 febbraio 2024, all’età di 92 anni. Il 4 marzo Paolo è stato salutato con una cerimonia laica presso la sala della Protomoteca del Palazzo Senatorio in Campidoglio a Roma.

## Vita privata
Paolo sposò la costumista Lina Nerli Taviani con la quale ebbe due figli, Ermanno, professore di storia, e Valentina, costumista. Vittorio sposò Carla Vezzoso, a lungo collaboratrice dei due registi in vari ruoli, con la quale ebbe tre figli: Francesca, musicista e moglie di Lello Arena,  Giovanna, regista e critica letteraria, e Giuliano, musicista.

## Filmografia

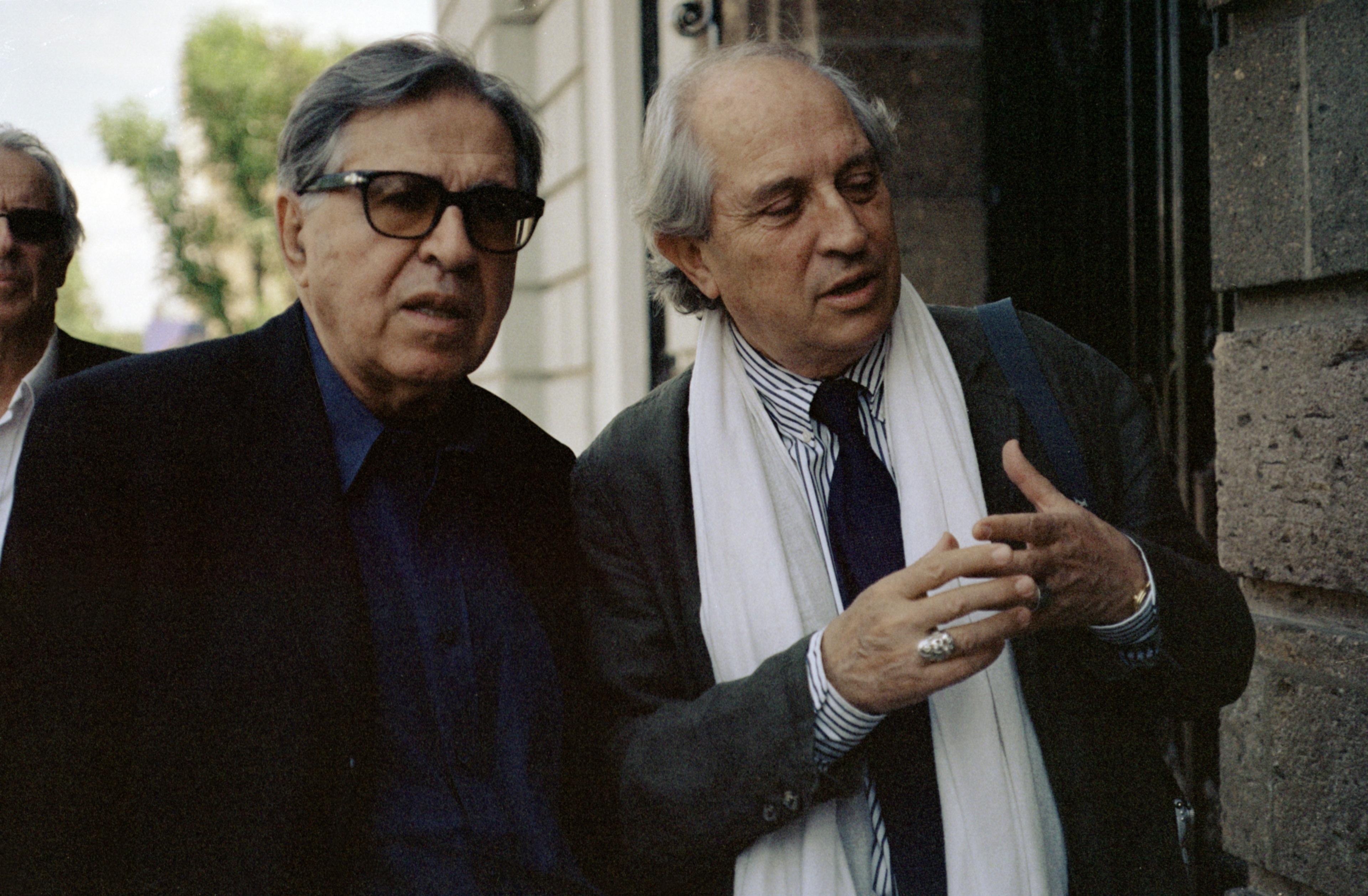
Paolo Taviani con Vittorio Storaro nel 2010

### Cinema
- Un uomo da bruciare, co-regia di Valentino Orsini (1962)
- I fuorilegge del matrimonio, co-regia di Valentino Orsini (1963)
- I sovversivi (1967)
- Sotto il segno dello scorpione (1969)
- San Michele aveva un gallo (1972)
- Allonsanfàn (1974)
- Padre padrone (1977)
- Il prato (1979)
- La notte di San Lorenzo (1982)
- Kaos (1984)
- Good Morning Babilonia (1987)
- Il sole anche di notte (1990)
- Fiorile (1993)
- Le affinità elettive (1996)
- Tu ridi (1998)
- La masseria delle allodole (2007)
- Cesare deve morire (2012)
- Maraviglioso Boccaccio (2015)
- Una questione privata (2017)
- Leonora addio, scritto e diretto unicamente da Paolo Taviani (2022)

### Televisione
- Resurrezione – miniserie (2001)
- Luisa Sanfelice – miniserie (2004)

## Filmografia sui Taviani
- Quando l'Italia non era un paese povero, film documentario con testimonianze di Paolo e Vittorio Taviani
- Alfonso Sansone produttore per caso, film documentario che vede tra gli intervistati anche Vittorio Taviani, che racconta il suo incontro con il produttore Sansone che lo aiutò a terminare il film Un uomo da bruciare
- Intervista ai Fratelli Taviani di Reinhold Jaretzky, Roma, 1998

## Omaggi
- Il comune di San Miniato ha intitolato ai due fratelli un centro di cultura cinematografica: Centro Cinema Paolo e Vittorio Taviani.

## Riconoscimenti
- David di Donatello 1978 - David speciale per Padre padrone
- David di Donatello 1983 - Miglior film per La notte di San Lorenzo
- David di Donatello 1983 - Miglior regia per La notte di San Lorenzo
- David di Donatello 1985 - Miglior sceneggiatura per Kaos
- David di Donatello 2012 - Miglior film per Cesare deve morire
- David di Donatello 2012 - Miglior regia per Cesare deve morire
- David di Donatello 2016 - Premio alla carriera
- Festival di Venezia 1986 - Leone d'oro alla carriera
- Festival di Cannes 1977 - Palma d'oro per Padre padrone
- Festival di Cannes 1982 - Gran Premio speciale della giuria per La notte di San Lorenzo
- Festival di Mosca 2002 - San Giorgio d'oro per Resurrezione
- Festival di Berlino 2012 - Orso d'oro per Cesare deve morire
- Nastri d'argento 1978 - Miglior regia per Padre padrone
- Nastri d'argento 1983 - Miglior regia per La notte di San Lorenzo
- Nastri d'argento 1985 - Miglior sceneggiatura per Kaos
- Nastri d'argento 2012 - Nastro d'argento dell'anno per Cesare deve morire
- Nastri d'argento 2018 - Nastro speciale per Una questione privata
- Globo d'oro 1983 - Miglior film per La notte di San Lorenzo
- Globo d'oro 1985 - Miglior film per Kaos
- Francois Truffaut Award del Giffoni Film Festival 1988 - Premio alla carriera
- Globo d'oro alla carriera 2005
- Ciak d'oro 2015[14] - Ciak d'oro alla carriera
- Efebo d'oro 2007 per La masseria delle allodole
- Laurea Honoris Causa in "Cinema, teatro, e produzione multimediale" conferita dalla facoltà di Lettere e Filosofia dell'Università di Pisa nel 2008
- Premio Federico Fellini 8 1/2 per l'eccellenza artistica al Bif&st di Bari nel 2011